# Філарет (Лінчевський)
Архієпи́скоп Філаре́т (в миру Андрій Костянтинович Лінчевський; 22 липня 1873 — 27 листопада 1937) — архієрей Українського екзархату Російської православної церкви, архієпископ Волинський і Житомирський.
Очолював Черкаську, Вінницьку, Уманську та Волинську кафедри.

## Біографія

### Юність
Андрій Костянтинович Лінчевський народився 22 липня 1873 року у селі Подорожнє Чигиринського повіту Київської губернії у сім'ї псаломщика.
У 1895 році закінчив Київську духовну семінарію.
6 травня 1897 року Митрополитом Київським і Галицьким Іоанникиєм рукопокладений у священика до Покровської церкви с. Великих Гадомець Бердичівського повіту
У 1914 році закінчив Київську духовну академію зі ступенем кандидата богослов'я.

### Початок служіння
6 травня 1897 висвячений у сан ієрея і призначений законовчителем Церковно-парафіяльних шкіл. З 1914 до 1920 року був викладачем в духовних семінаріях.
З 1922 до 1923 року був парафіяльним священиком.

### Архієрейське служіння
2 грудня 1923 хіротонізований в єпископа Черкаського і Чигиринського, вікарія Київської єпархії.
У 1926 році заарештований у Харкові. З 1926 до 1928 знаходився у засланні в Кудимкарі.
З 13 травня 1932 по 1933 рік — архієпископ Вінницький.
З 27 березня 1934 року — архієпископ Уманський.
З 23 жовтня 1934 року — архієпископ Волинський і Житомирський.
12 червня 1937 року заарештований Київським УНКВС. Звинувачувався за статтею 54-10. 20 листопада 1937 року засуджений до розстрілу. 27 листопада того ж року розстріляний.

### Сайти
- Филарет (Линчевский)
- Филарет (Линчевский Андрей Константинович)